# 春川恭亮
春川 恭亮（はるかわ きょうすけ、1988年8月30日 - ）は、日本の俳優、ファッションデザイナー、 実業家。東京都出身。

## 略歴
14歳から芸能活動を開始するが、エキストラの仕事がほとんどで、3年弱で辞める。19歳の時、NAOKIが参加するダンスイベントに自ら頼み込み出演。イベント終了後NAOKIに直談判したことをきっかけに、EXPGを経てLDHに所属する。
2008年、『ミュージカル・テニスの王子様』で俳優再デビュー。
2009年、劇団EXILEのメンバーとなる。
2014年4月、「EXILE PERFORMER BATTLE AUDITION」シード枠で参加、合宿審査で落選。
2015年9月、劇団EXILEを退団。海外での活動開始。
2016年9月までLDHに所属していた。
2017年1月、自身のファッションブランド「ONE」を設立。

## 人物
- 2011年、役作りで始めたボクシングのプロテストに合格。プロボクサーライセンスを取得した[6]。

## 出演

### 舞台
- ミュージカル テニスの王子様 - 白石蔵ノ介 役
  - The Treasure Match 四天宝寺 feat. 氷帝（2008年12月 - 2009年1月）
  - Dream Live 6th （2009年5月）
  - The Final Match 立海 First feat. 四天宝寺（2009年7月 - 10月）
  - The Final Match 立海 Second feat.ライバルズ（2009年12月 - 2010年3月）
  - Dream Live 7th （2010年5月）
- 劇団EXILE華組旗揚げ公演「ユーバエ8号」（2009年11月） - 神前 役
- 方南ぐみ企画公演 ばったもん3番勝負 其の壱「袋のねずみ」（2010年2月） - 黒木孝介 役
- 劇団EXILE華組第二回公演「六惡党」（2010年4月） - 葵誠一郎 役
- 劇団EXILE華組第三回公演「KILL THE BLACK」（2010年6月） - 久瀬碧 役
- 劇団EXILE華組×風組合同公演「ろくでなしBLUES」（2010年12月） - 畑中優太郎 役
- BS-TBS開局10周年企画舞台「ケータイ刑事 銭形結」（2010年12月29日） - 池田輝彦 役
- 『12』〜12人の怒れる男より（2011年2月） - 裁判員12号 役
- 方南ぐみ企画公演「袋のねずみ」番外編『道』（2011年7月） - 黒木孝介 役
- リアルエチュード「みんなの家」（2011年11月10日）
- 地球ゴージャスプロデュース公演 Vol.12「海盗セブン」（2012年3月 - 5月）
- タンブリング vol.3（2012年8月） - 南健吾 役
- 理系ヲタが、船上で恋する確率（2012年9月 - 10月）
- BS-TBS 収穫祭「朗読」（2012年11月17日）
- 劇団EXILE公演「さよなら西湖クン」（2013年5月 - 6月）
- 劇団EXILE公演「あたっくNo.1」（2013年8月 - 9月） - 勝杜兵曹長 役
- プルーフ/証明（2013年9月 - 10月） - ハル 役
- ムッシュ!（2013年10月 - 11月） - 犬山恒吉 役
- 劇団EXILE あたっくNo.1スピンオフ朗読劇「眉毛一族の陰謀」（2014年4月） - 勝杜兵曹長 役
- 劇団EXILE公演「THE面接」（2014年7月） - 上野 役[7]
- 劇団EXILE公演「それいけ小劇場!!」（2014年10月）
- 青山メインランドpresents gmk project 第一回公演「新・幕末純情伝」（2015年1月） - 岡田以蔵 役
- 劇団EXILE公演「Tomorrow Never Dies 〜やってこない明日はない〜」（2015年2月 - 3月） - 広瀬正志 役
- 春川恭亮 初プロデュース公演「淋しい都に雪が降る」（2015年4月） - 男1 役
- Y Projectプロデュース 終戦70年特別舞台公演「THE LAST SONG 〜命の行進曲〜」（2015年8月） - 磯野正吉 役

### 映画
- 2STEPS!（2009年） - 春日光樹 役
- はやぶさ/HAYABUSA（2011年） - はやぶさファンカップル・としお 役
- 深夜カフェ（2016年）

### テレビドラマ
- 伝えたい! 僕らの夢 聴導犬が教えてくれたチカラ 〜あすなろ学校の物語〜（2009年7月、TBS） - 大学生 役
- 刑事定年（2010年10月 - 12月、BS朝日） - 李昭信 役
- ろくでなしBLUES（2011年7月 - 9月、日本テレビ） - 畑中優太郎 役
- 王様の家（2011年10月 - 12月・2013年9月23日、BS朝日） - 川崎祐一 役
- 青空の卵（2012年7月 - 9月、BS朝日） - 滝本孝二 役
- シュガーレス（2012年10月 - 12月、日本テレビ） - 二階堂優希 役
- ポプラの秋（2012年11月24日、関西テレビ） - 西岡治 役
- 高校入試 第12話（2012年12月22日、フジテレビ）
- 夜行観覧車（2013年1月 - 3月、TBS） - 小久保 役
- ムッシュ!（2013年4月 - 6月、CBC） - 犬山恒吉 役

### 配信ドラマ
- 減量ボクサー（2009年11月、BeeTV） - 広沢 役

### ミュージックビデオ
- 三代目J Soul Brothers「FIGHTERS」（2011年）